# Egleimín
Egleimín, también conocida como Guelmim, Guelmin, Kulmim, Glimin, Gulimim, Goulimime, Guelmime, Goulmim, Goulimine o Kalmīm, (en árabe كلميم) es una ciudad de Marruecos, capital de la provincia homónima y la región de Guelmim-Río Noun. Está situada en el suroeste del país, a unos 200 km al sur de Agadir, a 125 km de Tiznit y a 30 km del océano Atlántico. Su población en 2018 era de 200.000 habitantes.